# FC Penafiel
Futebol Clube Penafiel, grundad 8 februari 1951, är en fotbollsklubb i Penafiel i Portugal.
Klubben gjorde sin första säsong i Primeira Liga 1980/81, och har som bäst slutat 10:a. I den portugisiska cupen har de som längst gått till semifinal (1985/86).

## Tidigare spelare
- Étienne N'tsunda
- Alireza Haghighi
- Ljubinko Drulović
- Fernando Aguiar
- Jojó
- Adão
- Sérgio Conceição
- Jorge Costa
- António Folha
- Josué
- António Oliveira
- Paulo Oliveira
- Carlos Secretário
- Adelino Teixeira
- Ousmane N'Doye
- Diego Costa

### Fotnoter
1. ↑  ”Futebol Clube de Penafiel” (på portugisiska). Infopédia. Porto Editora. https://www.infopedia.pt/apoio/artigos/$futebol-clube-de-penafiel. Läst 6 augusti 2022.
2. ↑  ”FC Penafiel” (på engelska). Soccerway. Arkiverad från originalet den 17 november 2015. https://web.archive.org/web/20151117030545/http://nr.soccerway.com/teams/portugal/futebol-clube-de-penafiel/1697/. Läst 13 november 2015.